# 鲁维耶洛斯德莫拉
鲁维耶洛斯德莫拉（西班牙語：Rubielos de Mora），是西班牙阿拉贡自治区特鲁埃尔省的一个市镇。总面积64平方公里，总人口609人（2001年），人口密度10人/平方公里。